# Ippolito Cais di Pierlas

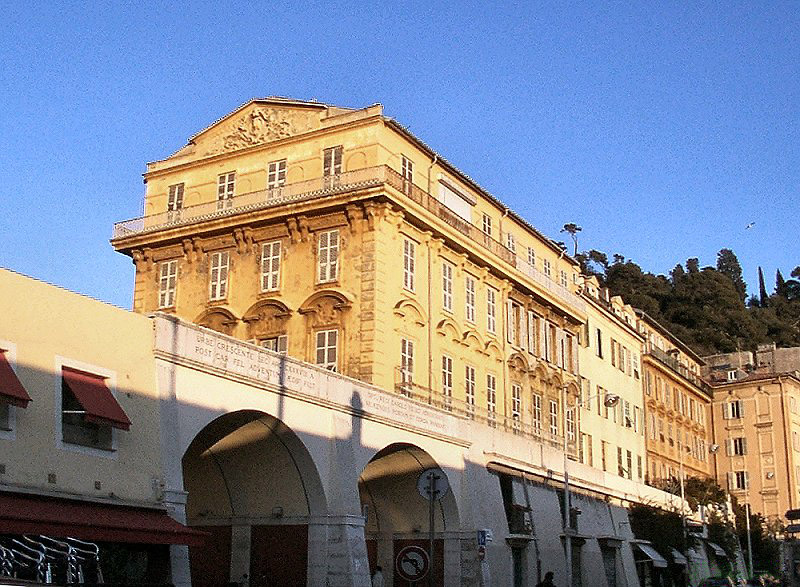
Palazzo Ribotti-Cais di Pierlas nella vecchia Nizza, casa natale d’Ippolito Cais di Pierlas

Conte Ippolito Cais di Pierlas (Nizza, 1788 – Nizza, 1858) è stato un militare, pittore e botanico italiano, cittadino del Regno di Sardegna.

## Biografia
Unico figlio di un valoroso comandante di cavalleria dell'esercito piemontese (Joseph-Marie Cais di Pierlas, Valdeblore 1762-Nizza 1802) e di Josephine Ribotti (? 1766-Nizza 1830) sposò a Torino, nel 1813, Eugenia Romagnano di Virle (Torino 1789-Nizza 1863) da cui ebbe tre figli.
Dal 1820 al 1821, dopo la riunificazione di Nizza al Piemonte, fu Primo Console della città.
Pittore e scultore di un certo valore (suoi quadri e litografie son conservati al museo Masséna di Nizza e al National Portrait Gallery di Londra), disegnò la facciata della chiesa del monastero di Cimiez dove si trova la tomba di famiglia.
Amante di piante esotiche, fu il primo diffusore delle palme a Nizza che cominciò a piantare nel 1837 nella sua proprietà di Le Ray. In seguito venduta e suddivisa, resta a testimonianza della sua opera l'attuale parco pubblico Chambrun.